# ʿAbd al-Malik ibn Qaṭan al-Fihrī
ʿAbd al-Malik ibn Qaṭan al-Fihrī (in arabo عبد الملك بن ﻗﻄﻥ الفهري‎?; ... – Cordova, 742), fu Wālī di al-Andalus dal 732 al 734 e dal 741 al 742.

## Origine
ʿAbd al-Malik era figlio di Qaṭan al-Fihri, come riportano sia la Histoire de la conquête de l'Espagne par les Musulmans, sia la Ibn Abd-el-Hakem's History of the Conquest of Spain , mentre gli Ajbar Machmuâ: crónica anónima ricordano che era figlio di Moharibi della famiglia meccana dei B. Fihr; infine la Histoire de l'Afrique et de l'Espagne, riporta che era figlio di Qaṭan b. Nufayl b. ʿAbd Allāh al-Fihri.

Il Diccionario biográfico español, Real Academia de la Historia, riporta che ʿAbd al-Malik discendeva da una nobile famiglia, ma le fonti sia latine che arabe lo presentano come incapace, fatuo e tirannico. 

La penisola iberica, nel 742, durante il 2º mandato di ʿAbd al-Malik ibn Qaṭan al-Fihri

## Biografia
Nel 732, ʿAbd al-Malik fu nominato Wālī di al-Andalus dal Wālī di Ifriqiya, ʿUbayda ibn ʿAbd al-Raḥmān al-Sulamī, dopo che nella battaglia di Poitiers il suo predecessore, il generale ʿAbd al-Raḥmān ibn ʿAbd Allāh al-Ghāfiqī, era stato rovinosamente sconfitto dai Franchi di Carlo Martello ed aveva perso la vita nel corso della battaglia.

I due eserciti si erano fronteggiati per sette giorni e finalmente, un sabato di ottobre del 732 (cento anni esatti dalla morte di Maometto, come riporta lo storico Christian Pfister), si scontrarono vicino a Poitiers, e, pur superiore di numero, l'esercito di ʿAbd al-Raḥmān, fu sconfitto dai Franchi di Carlo Martello e il generale perse la vita, assieme a molti dei suoi uomini, nel corso della battaglia.

Quando i Franchi il giorno successivo alla battaglia, cercarono di riprendere il combattimento si accorsero che gli arabi erano fuggiti abbandonando i loro accampamenti con tutto il materiale bellico, come riporta lo storico C.H. Becker.
ʿAbd al-Malik, l'anno dopo (733), organizzò una nuova spedizione militare (ciò dimostra che la sconfitta subita a Poitiers non fu così determinante, per le sorti di al-Andalus, come sostennero i cronisti europei; ma fu solo una battuta d'arresto temporanea). Le truppe arabe, partendo da Narbona, raggiunsero il fiume Rodano e lo risalirono, giungendo in Burgundia, dove, non trovando valida opposizione, si dedicarono al saccheggio e dopo alcune settimane rientrarono in Settimania, come riporta il Chronicon Moissiacensis.
Nel 734, organizzò una spedizione per la conquista di Pamplona, dove molto probabilmente il duca d'Aquitania, Oddone, onde evitare l'amara esperienza del 732, aveva inviato un contingente di rinforzo. Una parte dell'esercito arabo pose l'assedio alla città, mentre il resto dell'esercito attraversò i Pirenei e si inoltrò in Guascogna, dove dopo aver ottenuto una prima vittoria, fu duramente sconfitto da un esercito formato di soli Vasconi. ʿAbd al-Malik riuscì a salvarsi e a fare rientro in al-Andalus, come riportaIl Diccionario biográfico español, Real Academia de la Historia.
Per questa rovinosa sconfitta, ma anche a causa del suo dispotismo nel governare, fu destituito nel corso dell'anno 734 e venne sostituito dal nuovo wālī: ʿUqba ibn al-Ḥajjāj al-Salūlī.
Nel 738, la rivolta dei Berberi del Maghreb si stava estendendo anche in al-Andalus, e secondo la Ajbar Machmuâ: crónica anónima, nel dicembre 739, ʿAbd al-Malik si ribellò al Wālī ʿUqba e lo depose, senza riportare se lo uccise o lo obbligò all'esilio, divenendo per la seconda volta, dall'inizio dell'anno successivo, Wālī di al-Andalus; anche la Histoire de la conquête de l'Espagne par les Musulmans riporta la rivolta berbera che portò alla deposizione di ʿUqba e la presa di potere di ʿAbd al-Malik; mentre la Histoire de l'Afrique et de l'Espagne, riporta che durante la rivolta ʿUqba,  scelse, prima di morire, ʿAbd al-Malik come suo successore.
ʿAbd al-Malik fronteggiò la rivolta con l'aiuto del generale siriano Balj ibn Bishr al-Qushayrī, che da Ceuta, dove si era rifugiato con le sue truppe siriane sconfitte dai rivoltosi berberi, raggiunse al-Andalus. Ma dopo aver domato la ribellione, Balj marciò su Cordova, destituì e imprigionò ʿAbd al-Malik; allora le truppe siriane acclamarono Balj Wālī di al-Andalus; anche gli Ajbar Machmuâ: crónica anónima, riportano che ʿAbd al-Malik fu deposto da Balj.
La Ibn Abd-el-Hakem's History of the Conquest of Spain riporta che ʿAbd al-Malik fu imprigionato a Cordova; i suoi figli si ribellarono e avanzarono su Cordova per liberarlo; allora ʿAbd al-Malik fu giustiziato (decapitato); mentre la Histoire de l'Afrique et de l'Espagne, riporta che dopo essere stato giustiziato, a causa della morte di alcuni ostaggi siriani (uomini di Balj in ostaggio di Abd al-Malik) nella città di Algeciras, ʿAbd al-Malik fu crocifisso sulla porta di Cordova tra due croci, con un maiale alla sua destra e un cane alla sua sinistra..
I suoi figli che tentavano di opporsi al Wālī Balj furono sconfitti ad Aqua Portora, nell'agosto del 742, come riporta lo storico Rafael Altamira.

### Fonti primarie
- (LA)  Fredegario, FREDEGARII SCHOLASTICI CHRONICUM CUM SUIS CONTINUATORIBUS, SIVE APPENDIX AD SANCTI GREGORII EPISCOPI TURONENSIS HISTORIAM FRANCORUM.
- (LA)  Annales Mettenses Priores.
- (LA)  Monumenta Germaniae historica, Scriptorum, tomus 1.
- (LA)  Rerum Gallicarum et Francicarum Scriptores, tomus tertius.
- (FR)  Histoire de la conquête de l'Espagne par les Musulmans
- (FR)  #ES Histoire de l'Afrique et de l'Espagne
- (ES)  Ajbar Machmuâ: crónica anónima
- (EN)  #ES Ibn Abd-el-Hakem's History of the Conquest of Spain

### Letteratura storiografica
- C.H. Becker, "L'espansione dei saraceni in Africa e in Europa", in Storia del mondo medievale, vol. II, 1999, pp. 70–96
- Rafael Altamira, "Il califfato occidentale", in: Storia del mondo medievale, vol. II, 1999, pp. 477–515